# Douglas Mawson

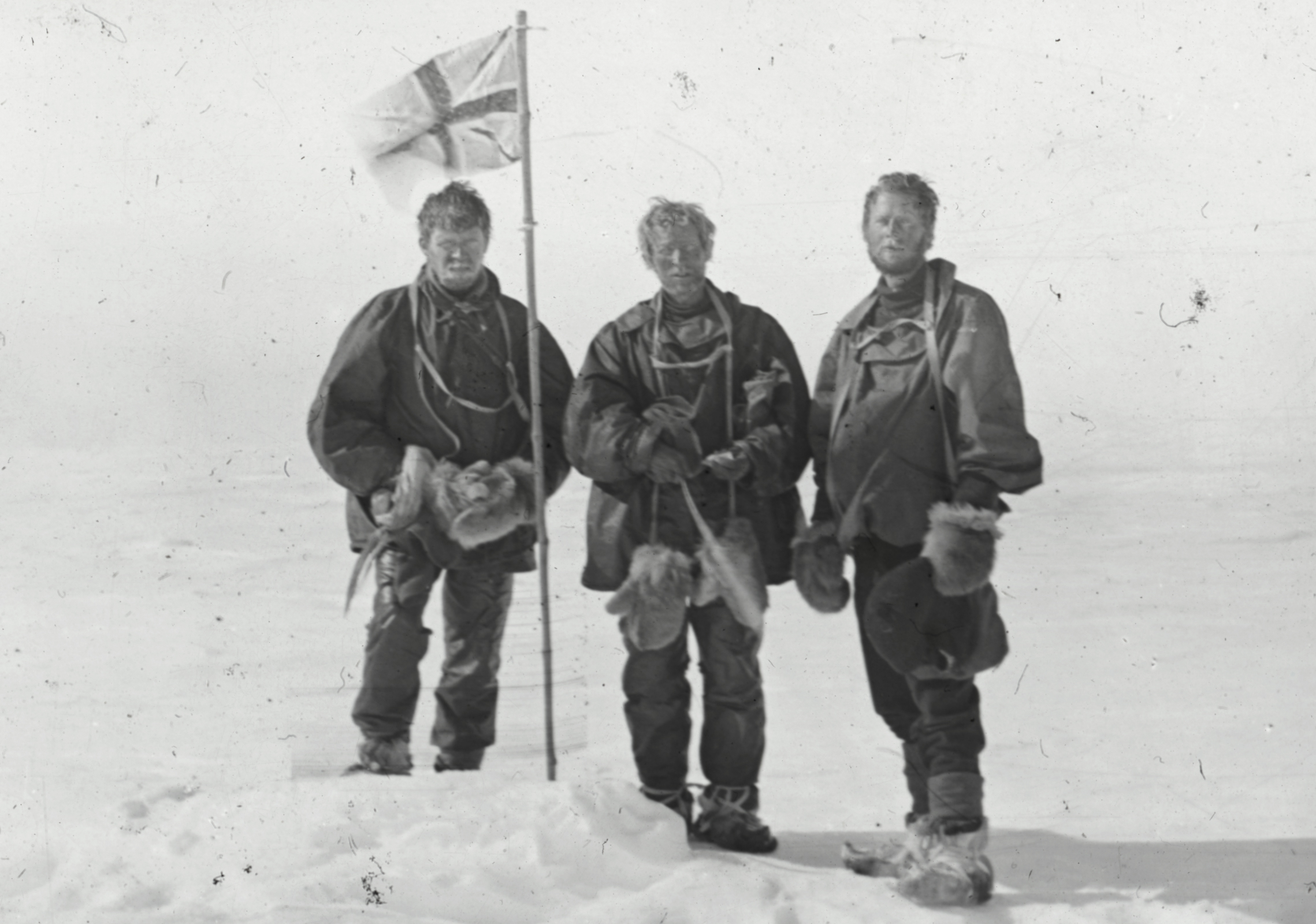
Douglas Mawson, Alistair Mackay i Edgeworth David na południowym biegunie magnetycznym; 16 stycznia 1909 (fot. David)

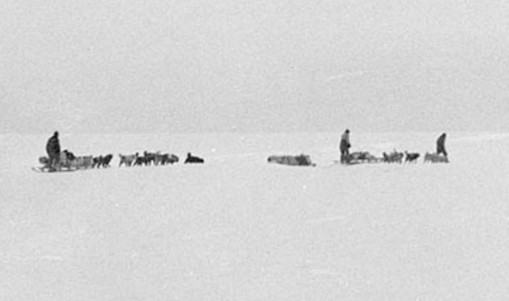
Mawson, Ninnis i Mertz podczas Australasian Antarctic Expedition

Douglas Mawson (ur. 5 maja 1882 w Shipley, zm. 14 października 1958 w Adelaide) – australijski geolog, badacz Antarktydy.

## Rodzina i wykształcenie
Urodził się w Anglii, ale gdy miał dwa lata jego rodzina wyemigrowała do Australii i osiedliła się w Rooty Hill (obecnie część Sydney), tam uczęszczał do Fort Street Model School. W latach 1899–1901 studiował inżynierię górnictwa na Uniwersytecie w Sydney, w 1902 roku uzyskał stopień B.E. (Bachelor of Engineering).
W 1903 roku wziął udział w półrocznej wyprawie na Nowe Hebrydy (obecnie Vanuatu), której celem było przeprowadzenie pomiarów geologicznych. Opublikowany przez Mawsona raport The geology of the New Hebrides, był jedną z pierwszych prac naukowych opisujących geologię Melanezji.
Po powrocie kontynuował studia, w 1905 roku uzyskał stopień B.Sc. geologii. Pierwsze badania dotyczyły geologii Mittagong (prowadząc je współpracował z Thomasem Griffithem Taylorem) oraz australijskich minerałów radioaktywnych (współautorem pracy na ten temat był fizyk Thomas Laby). Wykładowcami, którzy wywarli istotny wpływ na Mawsona, byli Edgeworth David oraz Archibald Liversidge. W 1905 został wykładowcą mineralogii i petrologii na University of Adelaide. Kontynuując swoje zainteresowania materiałami radioaktywnymi, jako pierwszy opisał nowy minerał, nazwany (na cześć Edgewortha Davida) davidytem.

## Ekspedycja Nimrod
W 1907 roku wziął udział w wyprawie Ernesta Shackletona na statku Nimrod, której celem było dotarcie do bieguna południowego. W marcu 1908 wszedł, wraz z Edgeworthem Davidem oraz Alistairem Mackayem na szczyt Erebusa, a następnie dotarli w okolice południowego bieguna magnetycznego. W czasie ekspedycji Mawson był odpowiedzialny za prowadzenie obserwacji magnetycznych oraz prace kartograficzne, a podczas powrotu objął przywództwo (ze względu na zły stan zdrowia Davida). Kończąca się żywność i wyczerpanie (uczestnicy wyprawy przeszli ok. 2028 km, ciągnąc obciążone sanie) spowodowały, że wyprawa omal nie zakończyła się katastrofą. Mawson, usłyszawszy sygnał Nimroda, pobiegł w jego stronę, wpadając w rozpadlinę. Został uratowany przez załogę statku.

## Australasian Antarctic Expedition
Mawson kontynuował pracę naukową, w 1910 odrzucił, złożoną przez Roberta Falcona Scotta, propozycję wzięcia udziału w ekspedycji Terra Nova. Kiedy Scott wyruszył, rozpoczął zbieranie funduszy na wyprawę nazwaną Australasian Antarctic Expedition, która odbyła się w latach 1911–1914. Podczas ekspedycji założono trzy bazy: na Macquarie Island, w zatoce Commonwealthu oraz na Lodowcu Szelfowym Shackletona, z których wyruszały wyprawy prowadzące badania w dziedzinach geologii, kartografii, meteorologii, magnetyzmu ziemskiego i biologii. Mawson, B.E.S. Ninnis oraz Xavier Mertz wyruszyli z okolic Przylądka Denisona. Mertz prowadził, jadąc na nartach, a Mawson i Ninnis podążali za nim, manewrując psimi zaprzęgami. Kiedy byli ok. 500 km od bazy, doszło do wypadku. Podczas przeprawy przez pole lodowe, pod saniami Ninnisa załamał się lód i cały zaprzęg zniknął w szczelinie lodowcowej. Mawson i Mertz natychmiast zawrócili do bazy. Z powodu utraty znacznej części sprzętu i żywności, zdecydowali się na zabicie części psów i uzupełnianie diety ich mięsem. Ciężki wysiłek i głód, a także (przypuszczalnie) hiperwitaminoza, spowodowana spożywaniem bogatych w witaminę A psich wątrób, doprowadziła do śmierci Mertza. Mawson wyrzucił ze swego ekwipunku wszystko, co uznał za zbędne (pozostawił jednak okazy geologiczne oraz notatki), jednak dotarł do bazy kilka godzin po odpłynięciu statku „Aurora”. Wraz z sześcioma uczestnikami wyprawy, którzy na niego czekali, musiał pozostać tam przez kolejny rok.
W 1915 roku opublikował książkę Home of the Blizzard, ilustrowaną fotografiami innego uczestnika ekspedycji, Franka Hurleya.

## Dalsza działalność i życie prywatne
31 marca 1914 w Melbourne ożenił się z Franciscą Adrianą Delprat. Mieli dwie córki. W 1919 roku powrócił na University of Adelaide, w 1921 roku objął stanowisko profesora geologii i mineralogii. Przeszedł na emeryturę w 1952 roku.

## Upamiętnienie
Na jego cześć nazwano wybrzeże antarktydzkie oraz stację polarną.